# Võru vald (commune)
Pour les articles homonymes, voir Võru vald (homonymie).
Võru est une commune rurale située dans le comté de Võru en Estonie. Son chef-lieu est Võru.

## Géographie
La commune s'étend sur 952 km2 dans le nord du comté, près de la frontière avec la Russie. La ville de Võru est enclavée au milieu de son territoire.
Elle comprend les petits bourgs de Kose, Parksepa, Sõmerpalu, Väimela et Vastseliina, ainsi que 182 villages et hameaux.

## Histoire
La commune est créée en octobre 2017 lors d'une réorganisation administrative par la fusion des communes de Lasva, Orava, Sõmerpalu, Vastseliina et Võru.

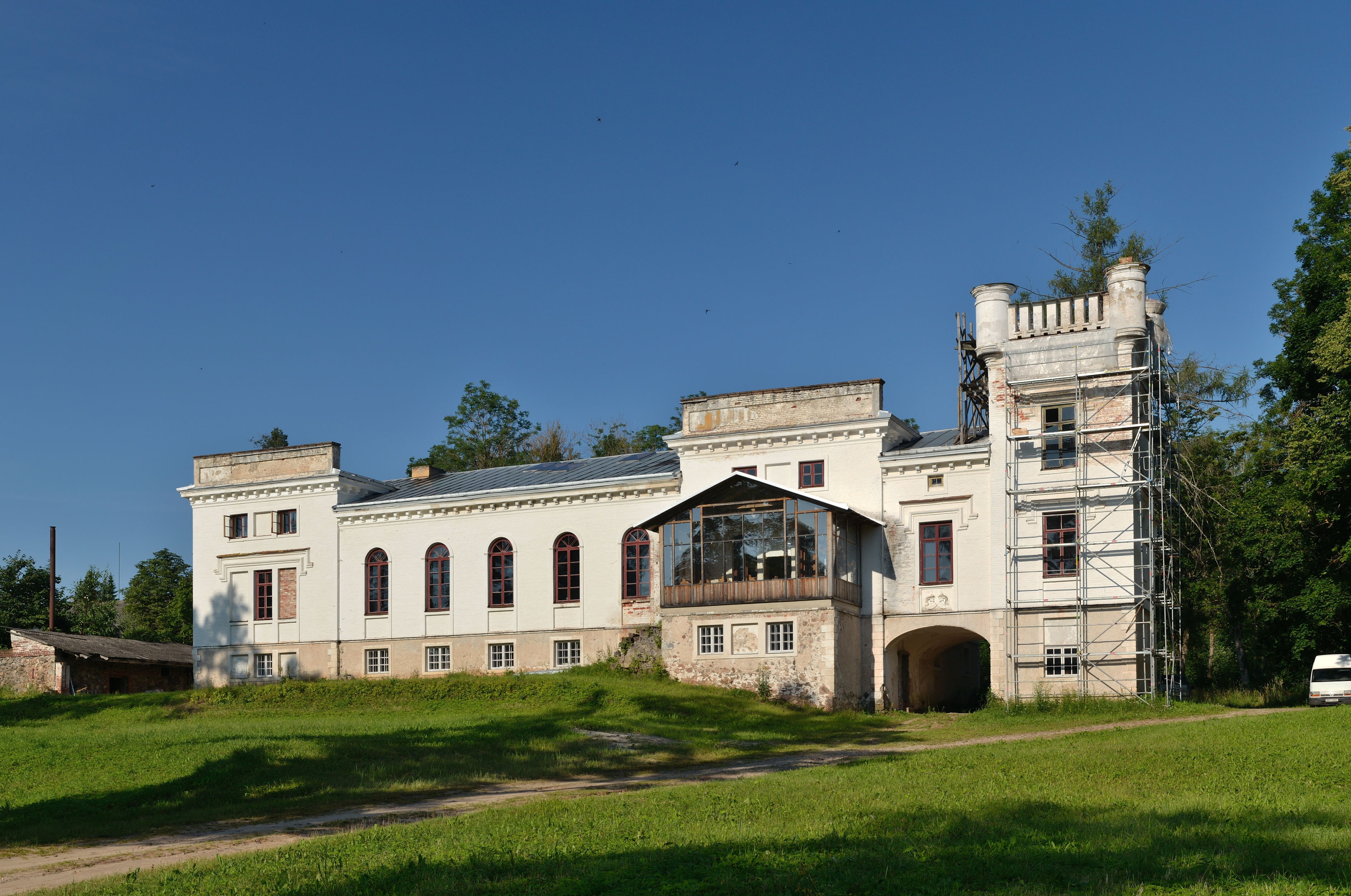
Manoir de Sõmerpalu

## Démographie
Le 1er janvier 2019, la population s'élevait à 10 738 habitants. 